# Moenkhausia affinis
Moenkhausia affinis är en fiskart som beskrevs av den österrikiska zoologen, iktyologen och herpetologen Franz Steindachner år 1915. Den ingår i släktet Moenkhausia och familjen Laxkarpar (Characidae). Inga underarter finns listade i Catalogue of Life.